# Иракские железные дороги
Иракские республиканские железные дороги (араб. الشركة العامة لسكك الحديد العراقية‎) — национальный оператор железных дорог в Ираке. В международной практике часто именуется IRR (англ. Iraqi Republic Railways).
В составе государственной компании находится 2 272 километров путей с европейской колеёй. Железная дорога пересекает страну с юго-востока от Басры на северо-запад до Багдада и далее с ответвлениями до Эрбиля, Мосула, Акашата.

## История
Первое железнодорожное сообщение Багдад—Самарра протяжённостью 123 километра было открыто в Ираке в 1914 году. В годы Первой мировой войны британские войска построили здесь разветвлённую сеть путей для военных нужд. После войны иракская территория отошла под мандат Великобритании и стала называться Месопотамией.
В апреле 1920 года военные передали имевшуюся сеть частной британской компании Железные дороги Месопотамии (англ. Mesopotamian Railways). В 1932 году Ирак становится независимым государством. В марте 1936 года Великобритания продаёт компанию правительству Ирака, которое даёт ей новое название — Иракские государственные железные дороги. Своё нынешнее название компания получила в 1958 году после военного переворота, в результате которого Ирак был провозглашён республикой.
Согласно данным экспертов, в период с 1980 года по 2003 год общий объём убытков IRR «от войн и грабежей» составил приблизительно $1 млрд.
В результате войны в Ираке, начатой американцами в 2003 году, пассажирское железнодорожное сообщение практически полностью прекратилось. Лишь в октябре 2008 года транспортный сервис был возобновлён между Багдадом и его южным пригородом Доура.

## Автосцепка
Иракские железные дороги для сцепления подвижного состава применяют автосцепку СА-3 советского производства. Параллельно  подвижной состав оснащён буферами и винтовой стяжкой, совмещённой с автосцепкой, что позволяет иракским составам работать на территории стран-соседей.

## Связь с приграничными странами
- Саудовская Аравия
- Сирия
- Турция — через Сирию
- Иран — две линии:
  - Басра — Хорремшехр (строится)
  - провинция Дияла — Керманшах (проект)
- Иордания — линия построена частично
- Кувейт — нет связи.